# Giełczew-Doły
Giełczew-Doły (prononciation : [ˈɡʲɛu̯t͡ʂɛf ˈdɔwɨ]) est un village polonais de la gmina de Wysokie dans le powiat de Lublin de la voïvodie de Lublin dans l'est de la Pologne.
Le village comptait approximativement une population de 123 habitants en 2006.

## Histoire
De 1975 à 1998, le village est attaché administrativement à l'ancienne Voïvodie de Zamość.

Depuis 1999, il fait partie de la nouvelle voïvodie de Lublin.